# Bernát
A Bernát a germán Bernhard név magyar formája. Elemeinek eredeti jelentése: medve és erős. A Bernát női névpárja a Bernadett.

## Alakváltozatok
- Bernárd:[1] a germán Bernhard névből való[3]
- Bennó:[1] a németben a Bernhard, ritkábban a Benedict, Benjamin beceneve[3]

## Gyakorisága
Az 1990-es években a Bernát igen ritkán, a Bernárd és a Bennó szórványosan fordult elő, a 2000-es években nem szerepelnek a 100 leggyakoribb férfinév között.

## Névnapok
- Bernát, Bernárd: május 20.,[2] június 15.,[2] július 3.,[2] július 24.,[2] augusztus 19.,[2] augusztus 20.,[2] szeptember 28.[2]
- Bennó: június 16.,[3] július 27.,[3] augusztus 3.[3]

## Idegen nyelvű alakváltozatai
- franciául: Bernard (e. bernár)
- katalánul: Bernat
- németül: Bernhard
- olaszul: Bernardo

## Híres Bernátok, Bernárdok
- Clairvaux-i Szent Bernát
- Babicsek Bernát színész, tangó-harmonika művész
- Baksay Bernát jogász
- Benyák Bernát József bölcseletdoktor, szerzetes, tanár
- Bernardo Bertolucci olasz filmrendező
- Bernard Blier francia filmszínész
- Bernard Bolzano olasz matematikus
- Bernard Charles "Bernie" Ecclestone angol üzletember, a Formula–1-et irányító csoport vezetője
- Munkácsi Bernát nyelvész, finnugrista, turkológus, orientalista, néprajztudós
- George Bernard Shaw angol drámaíró
- Tihanyi Bernát magyar vízilabdázó, a Vasas játékosa